# Franc-maçonnerie en Allemagne
 (mars 2016).
L'Allemagne est, avec l'Angleterre, l'Écosse et la France, l'un des principaux berceaux de la franc-maçonnerie moderne, dite « spéculative ».

## Histoire

### Avant leXVIIIesiècle
Bien que les loges « opératives » y aient été nombreuses et importantes,  les premières véritables loges spéculatives furent, en Allemagne comme partout en Europe, d'origine britannique.

### LeXVIIIesiècleet leXIXesiècle
C'est probablement à Hambourg, en 1737, que fut fondée la première loge spéculative allemande. Elle prit en 1741 le nom « d'Absalon ». C'est une délégation de cette loge qui initia, le 14 août 1738, à Brunswick, le futur roi de Prusse, Frédéric II, sous le règne duquel la franc-maçonnerie connaîtra en Allemagne un succès considérable.

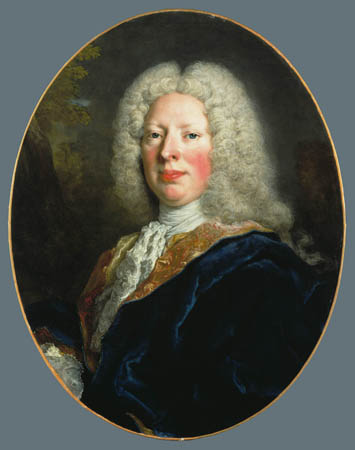
Frédéric Auguste, comte Rutowski
vers 1729
par Nicolas de Largillierre
Detroit Institute of Arts

Les premières loges allemandes portent des noms français : par exemple « Aux trois épées », « Aux trois cygnes » ou « Aux trois aigles blancs », fondées à Dresde en 1738 par le comte de Rutowski, ou encore la célèbre loge « Aux trois globes », fondée à Berlin en 1740 et qui deviendra en 1744 la « Große Nationalmutterloge Zu den drei Weltkugeln »
En Allemagne comme en France, le XVIIIe siècle et le début du XIXe siècle furent marqués par les deux courants philosophiques des Lumières (axé sur la raison) et du Romantisme (privilégiant le sentiment). De par sa vocation à réunir dans une fraternité constructive des hommes d'opinions diverses, la franc-maçonnerie fut naturellement un lieu d'échanges de tout premier ordre, accueillant en son sein aussi bien des courants de pensée traditionnels tels que ceux de l'alchimie et de la Kabbale, que des conceptions très modernes telles que l'encyclopédisme. Il n'est donc pas étonnant de voir des hommes aussi éclairés que Lessing, Goethe ou Fichte s'y rejoindre et y côtoyer les héritiers des mouvements alchimiques ou Rose-Croix, entre autres.
Lorsque les hauts grades maçonniques, nés un peu partout de sources différentes, furent réorganisés en systèmes et en rites, celui qui eut le plus grand succès en Allemagne fut incontestablement celui dit de la "Stricte observance", fondé aux environs de 1750 par le baron de Hund, qui avait été initié aux hauts grades écossais à Paris. 
Après le décès de son fondateur, en 1776, ce système sera réformé, entre autres à l'initiative du lyonnais Jean-Baptiste Willermoz, et, en 1782, il deviendra au convent de Wilhelmsbad le Rite Écossais Rectifié. Notons au passage que dès le Convent de Wilhelmsbad, les références à la « légende templière » sont connues pour ce qu'elles sont, à savoir des allégories et des légendes, et non pas des faits historiques.

### LeXXesiècle
Au début du XXe siècle, la franc-maçonnerie allemande est divisée en deux grands groupes qui se reconnaissent mutuellement:
- Les trois grandes loges de Prusse, dont le siège est à Berlin. Pour elles, la franc-maçonnerie est chrétienne par essence, et en conséquence, elles refusent l'entrée de leurs temples aux juifs.
- Les cinq obédiences fondées au XIXe siècle à Hambourg, Dresde, Francfort-sur-le-Main et Darmstadt, qui, elles, ne font pas cette distinction et qui sont désignées par les termes de « grandes loges humanitaires ».

Pendant la Première Guerre mondiale, la franc-maçonnerie allemande rompt ses relations avec les francs-maçonneries des pays de la Triple-Entente.
La montée du nazisme fut tragique pour la franc-maçonnerie allemande qui comptait alors quelque 600 loges et 70 000 membres.
Dans un premier temps, les principales obédiences maçonniques allemandes, à commencer par les trois grandes loges prussiennes prirent des positions de plus en plus nationalistes. Seule une petite obédience apparue par scission en juin 1930 sous le nom de « Grande Loge symbolique d'Allemagne » (« Symbolische Grossloge von Deutschland ») avec un effectif d'environ 600 membres, prit des positions résolument opposées au nazisme .
En 1933, avec l'avènement du Troisième Reich, toutes les principales obédiences allemandes tentèrent de survivre en s'adaptant: Les grandes loges dites « humanitaires » se transformèrent en sociétés profanes excluant les « non-aryens » et la Grande Loge nationale « Aux trois globes » déclara renier la franc-maçonnerie et s'appeler désormais « Ordre germano-chrétien des Templiers ». Seuls le Suprême Conseil et la Grande Loge symbolique d'Allemagne décidèrent de se mettre en sommeil plutôt que de faire acte d'allégeance au nouveau régime, ce qui valut à leurs dirigeants de faire l'objet de persécutions et de sévices, parfois mortels, de la part de la Gestapo en 1934 .
Le 17 août 1935, le régime nazi prononça l'interdiction de la franc-maçonnerie et les loges qui existaient encore furent dissoutes. Seules deux obédiences, la Grande Loge symbolique d'Allemagne et la Grande Loge de Hambourg réussirent à poursuivre leurs travaux par l'intermédiaire de loges en exil, respectivement à Jérusalem et à Valparaíso.
Après la fin de la Seconde Guerre mondiale. La première loge reconstituée fut la plus ancienne: « Absalon », à Hambourg, mais la maçonnerie allemande ne se releva que fort difficilement et ne parvint jamais, jusqu'à la fin du XXe siècle, à reprendre la place qui fut la sienne au cours des siècles précédents.
En 1949, seules 151 loges, provenant de diverses obédiences, seront représentées à Francfort-sur-le-Main pour constituer la nouvelle  « Grande Loge unie des francs-maçons d'Allemagne » (« Vereinigte Großloge der Freimaurer von Deutschland »). Dans le même temps, avec les forces d'occupation s'établirent un nombre important de loges militaires américaines et britanniques qui se réunirent en deux obédiences: l'Am« American-Canadian Grand Lodge of Ancient Free and Accepted Masons » et la « Grand Lodge of British Freemasonry ».
En 1958, sous l'impulsion de Theodor Vogel, une « Magna Charta » réunit les cinq principales obédiences ouest-allemandes sous l'égide d'une confédération commune, les « Grandes Loges unies d'Allemagne » (« Vereinigte Großlogen von Deutschland »).
En 1989, avec la chute du mur de Berlin puis la réunification, la franc-maçonnerie est de nouveau autorisée dans la partie orientale de l'Allemagne, après cinquante années d'interdiction et de persécutions.

## Principales obédiences allemandes
Ces loges se réuniront en plusieurs obédiences, principalement du fait du morcellement de l'Allemagne de l'époque, mais également à cause questions de rites et de religions. Citons ainsi les trois grandes loges dites « de Vieille Prusse », qui n'initient que des chrétiens, bien que depuis leur reconstruction après la Seconde Guerre mondiale, elles admettent désormais comme visiteurs des francs-maçons d'autres confessions:
- la Grande Loge-Mère nationale aux trois globes (Große National-Mutterloge zu den drei Weltkugeln), issue de la Loge berlinoise « Aux trois globes ».
- la Grande Loge des francs-maçons d'Allemagne (Große Landesloge der Freimaurer von Deutschland) , qui fut présidée par le Kronprinz Frédéric de 1860 à 1874.
- la  Grande Loge de Prusse (Große Loge von Preußen) .

Parmi les autres grandes loges, dites « humanitaires », citons:
- la Grande Loge de Hambourg (Großloge von Hamburg) , qui eut la particularité de refuser les systèmes de « hauts grades » qui florissaient, de manière quelque peu anarchique, au XVIIIe siècle.
- la Grande Loge au soleil (Großloge zur Sonne) issue en 1744 de la célèbre loge « Au soleil » de Bayreuth.
- la Grande Loge-Mère de l'Union maçonnique éclectique (Große Mutterloge des Eklektischen Freimaurerbundes), ancienne « Grande Loge provinciale de Francfort », devenue indépendante en 1823
- la Grande Loge de Saxe (Große Landesloge von Sachsen) (), fondée en 1811 à Dresde.
- la Grande Loge maçonnique de la concorde (Große Freimaurerloge zur Eintracht), formée en 1846 par 5 Loges de Darmstadt et Mayence issues de « l'Union maçonnique éclectique ».
- l'Union maçonnique au soleil (Levante Freimaurerbund zur aufgehenden Sonne), fondée en 1903 à Nürenberg.
- la Grande Loge de la chaîne fraternelle allemande (Großloge Deutsche Bruderkette), fondée en 1924 par cinq loges indépendantes.
- la Grande Loge symbolique d'Allemagne (Symbolische Großloge von Deutschland), issue en 1930, à Hambourg, du « Suprême Conseil du Rite Écossais Ancien et Accepté ».

## Situation obedientielle
Actuellement existent en Allemagne des obédiences libérale et adogmatique ou dite « irrégulière » selon les préceptes de régularité edictés par la Grande Loge unie d'Angleterre.